# Paleoproterozoic

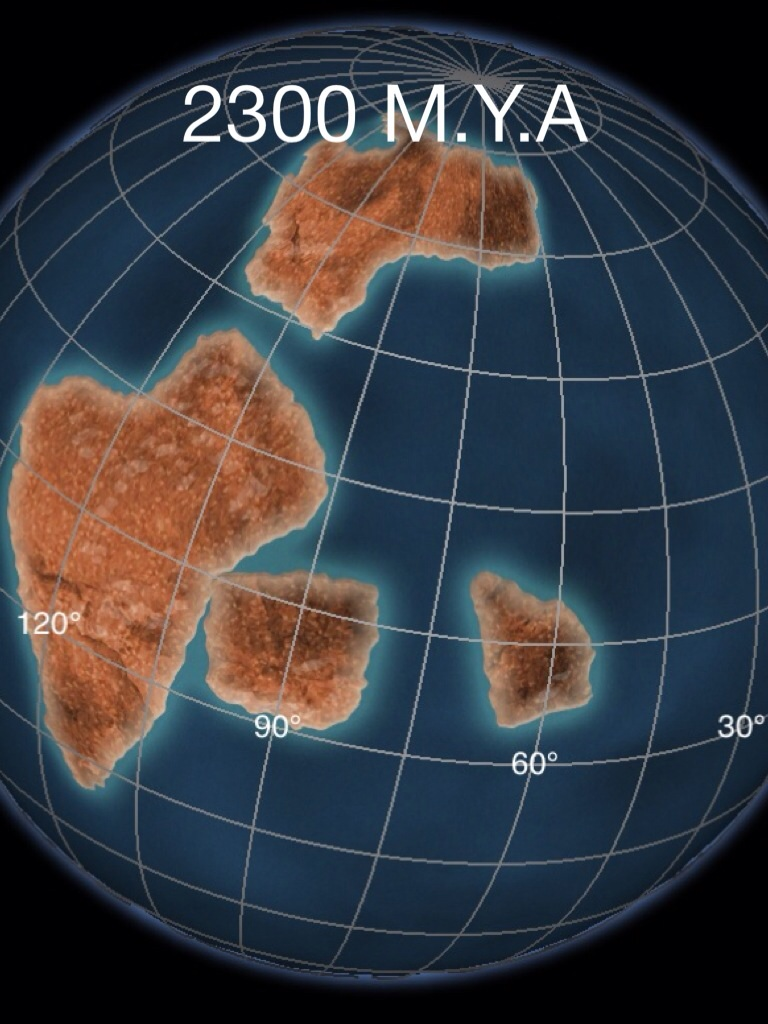
Pamântul acum 2.3 de miliarde de ani în ainte. Supercontinentul Kenorland se desparț-ea

Paleoproterozoic este prima eră a Proterozoicului și se întinde între 2.500-1.600 de milioane de ani în urmă. Paleoproterozoicului este cea mai lungă eră din istoria geologică a Pământului. În timpul acestei ere primele continente s-au stabilizat.
Dovezile paleontologice sugerează că rata de rotație a Pământului în această epocă a avut ca rezultat ziua de 20 de ore (acum 1,8 miliarde de ani), ceea ce implică un total de ~450 de zile pe an.

## Caracteristici
Înainte de creșterea enormă a oxigenului atmosferic, aproape toate formele de viață existente erau anaerobe, adică metabolismul lor se baza pe o formă de respirație celulară care nu necesita oxigen. Oxigenul liber în cantități mari este toxic pentru majoritatea organismelor anaerobe. În consecință, majoritatea formelor de viață anaerobe de pe Pământ au murit atunci când nivelurile atmosferice de oxigen liber au crescut. Singurele forme de viață care au supraviețuit au fost fie cele rezistente la efectele oxidante și otrăvitoare ale oxigenului, fie cele sechestrate în medii fără oxigen.
Creșterea bruscă a oxigenului liber atmosferic și dispariția ulterioară a formelor de viață vulnerabile (un eveniment numit Catastrofa oxigenului) este considerată a fi prima dintre cele mai semnificative extincții în masă din istoria Pământului.

## Subdiviziuni
Paleoproterozoic se împarte în patru perioade geologice:
- Statherian: acum 1.6-1.8 miliarde ani
- Orosirian: acum 1.8-2.05 miliarde ani
- Rhyacian: acum 2.05-2.3 miliarde ani
- Siderian: acum 2.3-2.5 miliarde ani